# 圣乔治主教座堂 (维也纳新城)

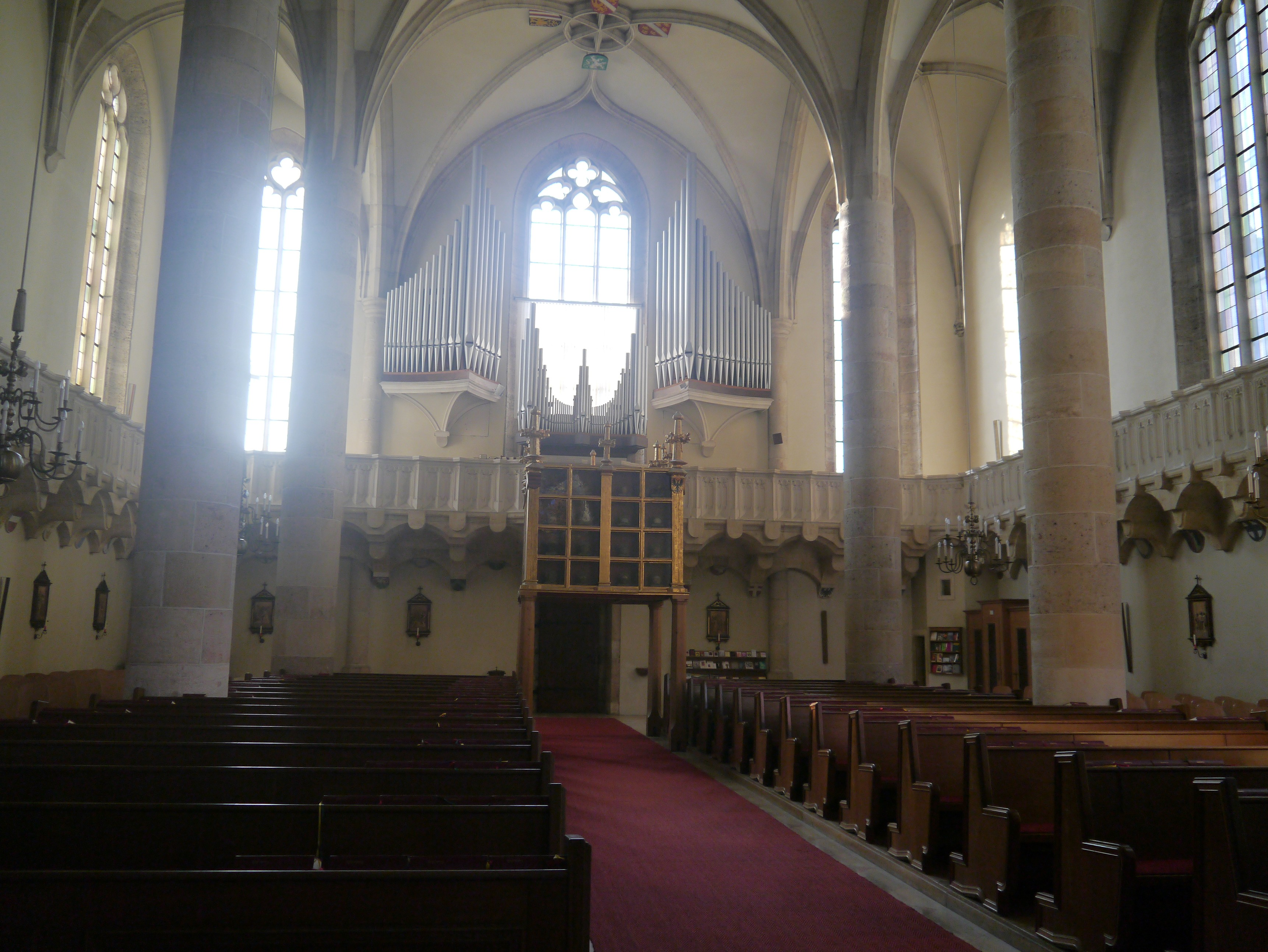
内部

圣乔治主教座堂（Kathedrale St. Georg）是天主教奥地利军中教长区的主教座堂、宗座圣殿，位于维也纳新城的维也纳新城城堡内。
这座教堂始建于1440年，位于城堡西侧，由腓特烈三世委托建筑师彼得·冯·普西卡建造。1460年竣工祝圣，奉圣母玛利亚为主保。1479年，圣乔治骑士团在维也纳新城设立总部，教堂的主保改为圣乔治。1600年骑士团解散后，该堂先是交给熙笃会，后来转给学校神职修士会。1608年和1616年，两次大火烧毁了城堡和教堂，由马克西米利安三世倡议修复。
1751年12月14日，特里西亚军事学院的成立，总部设于维也纳新城城堡。在第二次世界大战末期的1945年3月12日，城堡和教堂彻底被毁，次年即开始重建，到1958年完成。
1963年，该堂升格为天主教奥地利军中教长区的主教座堂。1967年12月13日又封为宗座圣殿。